# Suor Cleofe

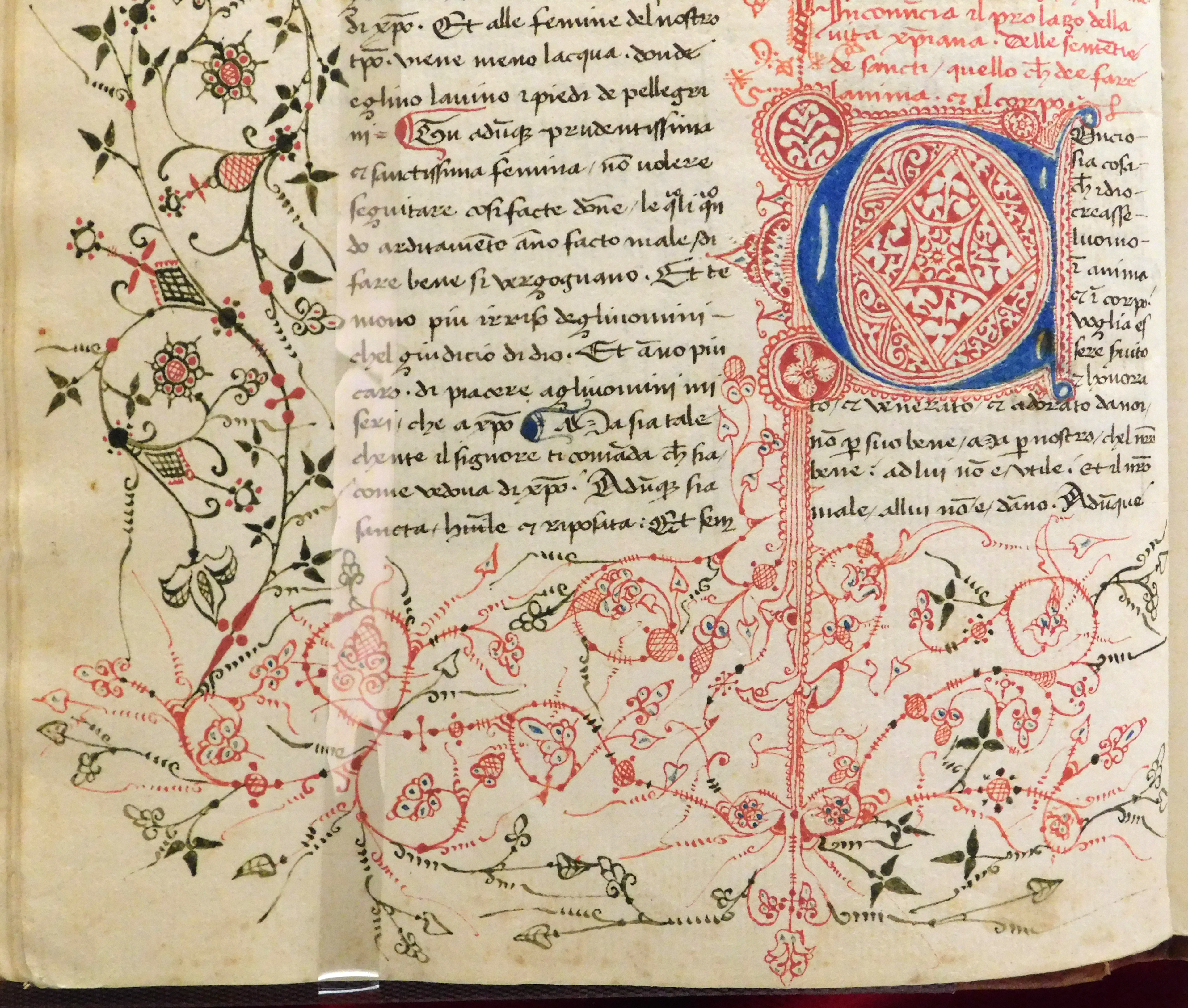
Agostino, Della Vita Cristiana volgarizzato da Andrea da San Gimignano e copiato da suor Cleofe, 1490-1510 ca. (BML, Conv. Soppr. 289)

Suor Cleofe, al secolo Ginevra di Lorenzo di Goro Lenzi (Firenze, 1465 circa – Firenze, 1546), è stata una religiosa e miniatrice italiana.

## Biografia
Entrò verso il 1485 nel monastero di Santa Brigida al Paradiso, nei dintorni di Firenze, dove trascorse tutta la sua vita. Le notizie su di lei sono scarse, ed essenzialmente la sua fama è legata all'attività di copista e miniatrice, che era estremamente rara nei monasteri femminili in quei tempi. 
Il suo primo lavoro fu la copia dei Sermoni di Bernardo da Chiaravalle (Biblioteca Medicea Laurenziana, Conv. Soppr. 466), in cui usò la littera textualis, dal tratto corsivo e un po' spigoloso, ma anche molto accurato e non privo di elementi decorativi aggraziati.
In totale si conoscono diciassette codici da lei trascritti, a  volte con l'aiuto della consorella Raffaella, oggi divisi per lo più tra la Biblioteca Medicea Laurenziana e la Biblioteca Nazionale Centrale di Firenze. Talvolta aggiunse delle note personali nelle sottoscrizioni, che sono uno straordinario documento sulla vita nei monasterio femminili e, in particolare, su ciò che rappresentasse per suor Cleofe la scrittura. Ad esempio nelle Rivelazioni di Brigida di Svezia (BNCF) scrisse: «Finissi di scrivere il detto libro negli anni del Signore mille quattrocento novanta quattro, addì X d’aghosto. Iscritto con gran faticha e disagio, la maggior parte di nocte al lume di lucerna. Prieghovi non guardiate alla rusticità della lettera, ma pigliate la sana e verace doctrina data dalla bocca della verità e della sua gloriosa madre virgho Maria alla nostra madre sancta Brigida». E da ultimo si raccomandava al lettore: «Priegho che chi llo leggie con diligentia lo tengha e cchi ll’accatta sì llo renda».